# プエブラ・パロッツ
プエブラ・パロッツ (英語: Puebla Parrots、ペリコス・デ・プエブラ (スペイン語: Pericos de Puebla) は、メキシコ合衆国プエブラ州プエブラに本拠地を置くリーガ・メヒカーナ・デ・ベイスボルのプロ野球チームである。
本拠地球場はエスタディオ・エルマノス・セルダン。2020年末のマイナーリーグ再編まではAAAクラスを与えられていた。
1942年にリーガ・メヒカーナ・デ・ベイスボルのチームとなり、過去5度のリーグ優勝を果たしている。